# James Ross-sziget

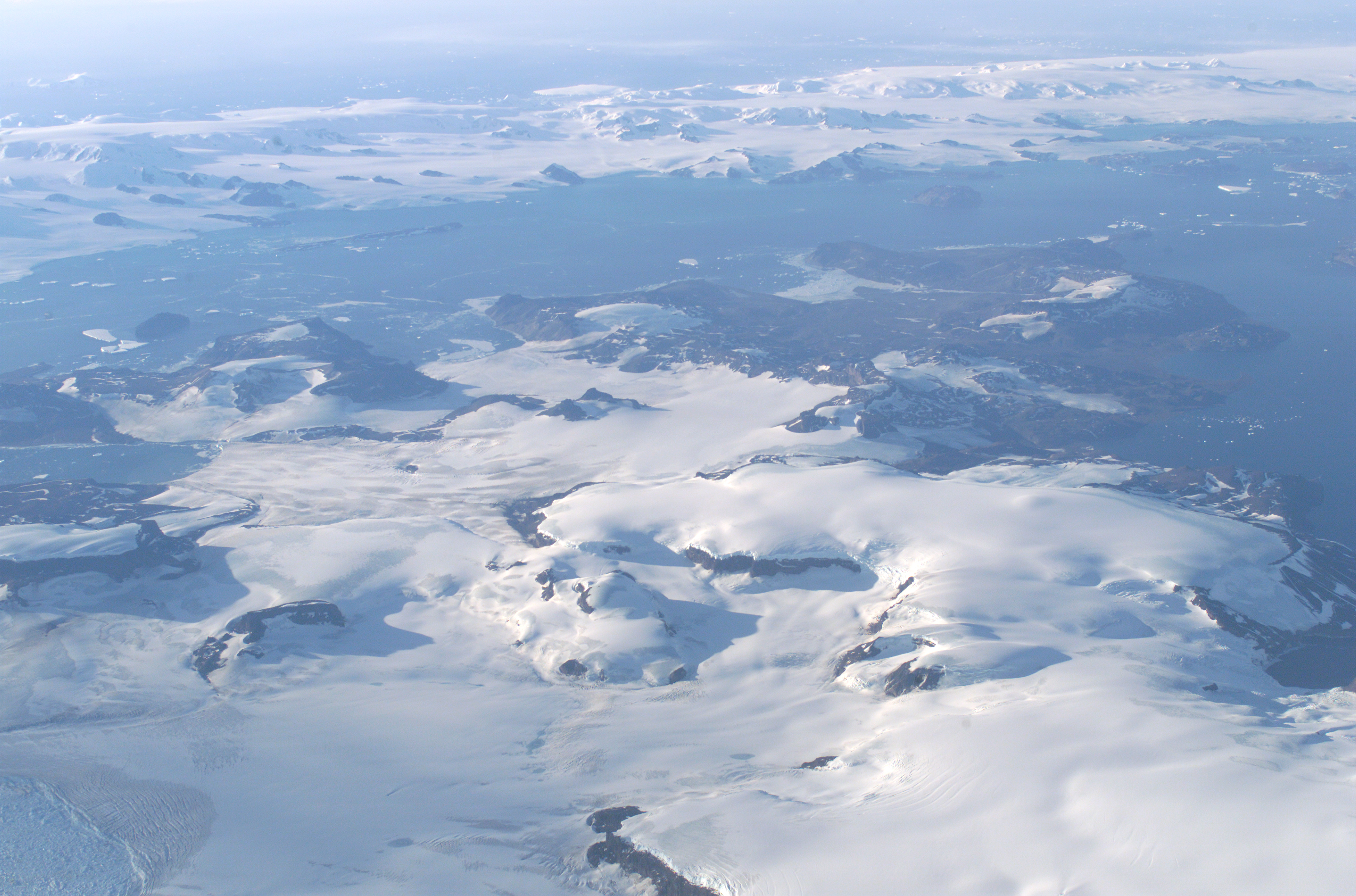
Felülről

A James Ross-sziget 2378 km² területű sziget, mely az Antarktiszi-félsziget északkeleti partjához közel terül el. A kontinenstől a Gusztáv herceg-csatorna választja el. Alakja szabálytalan; északkeleti irányban körülbelül 64 km-re nyúlik el. Legmagasabb pontja 1630 méter magas. Egy 1977-es felmérés szerint területének 80%-át jég fedte. 1995-ig a sziget összeköttetésben állt az antarktiszi szárazfölddel, amikor is az összekötő jégself összetöredezett.
1903 októberében az Otto Nordenskjold által vezetett svéd kutatócsapat térképezte fel a területet. James Clark Ross felfedező után nevezték el, aki szintén egy expedíciót irányított a környéken még 1842-ben. A James Ross-sziget   elnevezés a szintén antarktiszi Ross-szigettől való megkülönböztetést szolgálja.
Itt található Csehország egyetlen önálló antarktiszi bázisa.
1986-ban argentin geológusok egy késő krétai dinoszaurusz (Antarctopelta oliveroi) maradványaira bukkantak a szigeten, mely az elsőként felfedezett dinoszaurusz lelet volt az egész kontinensen.